# Frontera entre França i Seychelles
La frontera entre França i Seychelles és una frontera marítima internacional que separa França (al nivell de les Illes Glorioses) i Seychelles al nivell de les illes Assumption i Astove), a l'oceà Índic.

## Història
Després de les negociacions que van tenir lloc a Victòria (capital de Seychelles) el 17 i 28 de juny de 2000, la frontera marítima entre els dos països es va determinar mitjançant un acord signat el 19 de febrer de 2001 de nou a Victoria, i publicat a França per un decret de 22 de maig de 2001.

## Característiques
Els espais marítims (ZEE i plataformes continentals) dels dos països estan separats per la línia situada a la mateixa distància de les seves línia de base respectiva; s'uneixen per arcs geodèsics els punts de coordenades geogràfiques següents (en el sistema geodèsic WGS84):
- 1 : 11° 08′ 23″ S, 45° 46′ 03″ E / 11.13972°S,45.76750°E
- 2 : 10° 39′ 01″ S, 46° 54′ 40″ E / 10.65028°S,46.91111°E
- 3 : 11° 01′ 15″ S, 48° 29′ 07″ E / 11.02083°S,48.48528°E